# Eugène Brillié
Auguste Eugène Brillié, né le 8 mai 1863 dans le 19e arrondissement de Paris et mort le 28 mai 1940 à Seignelay (Yonne), est un ingénieur français, inventeur notamment du premier char de combat français.

## Biographie

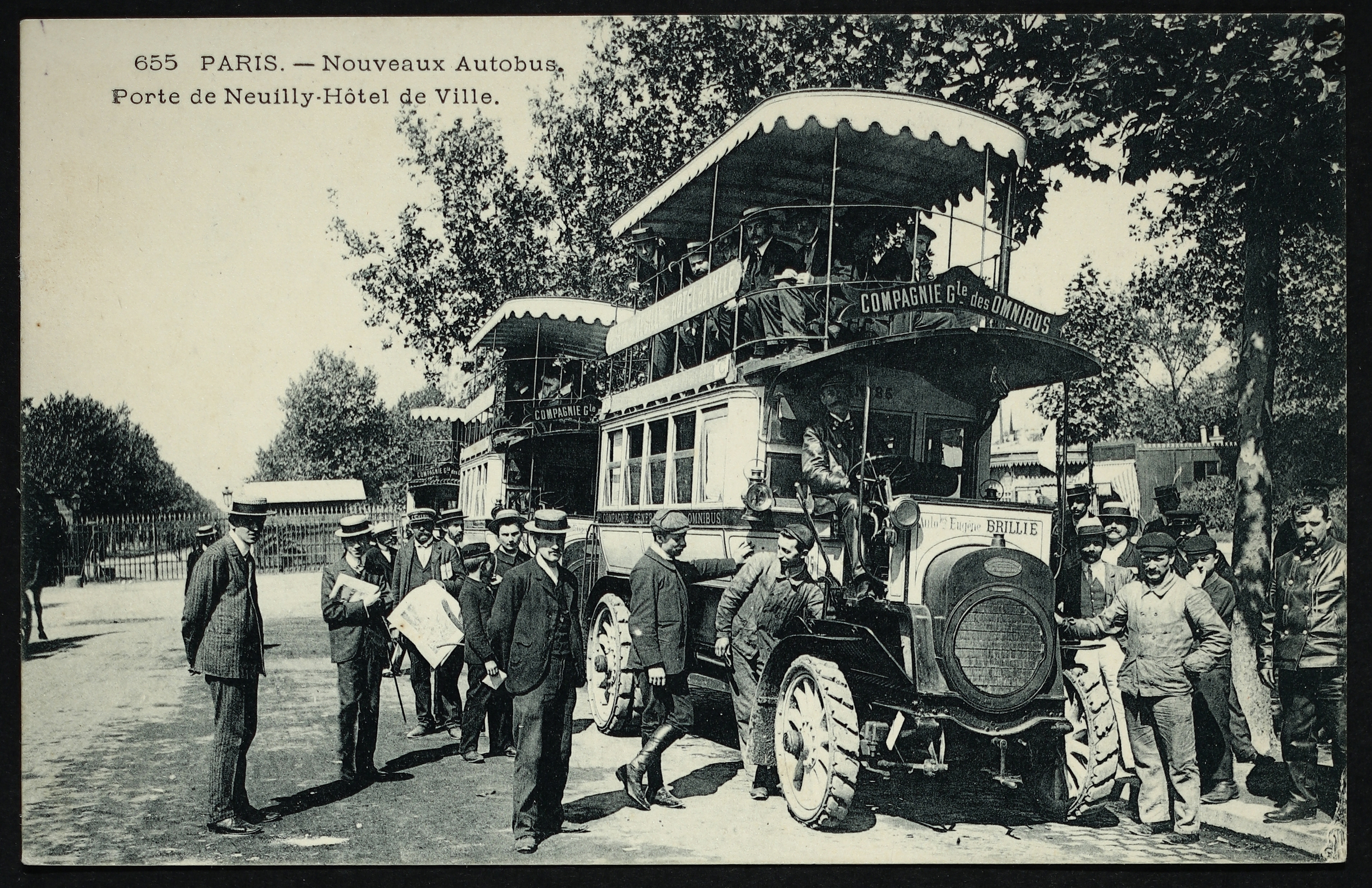
Autobus Brillié de 1900.

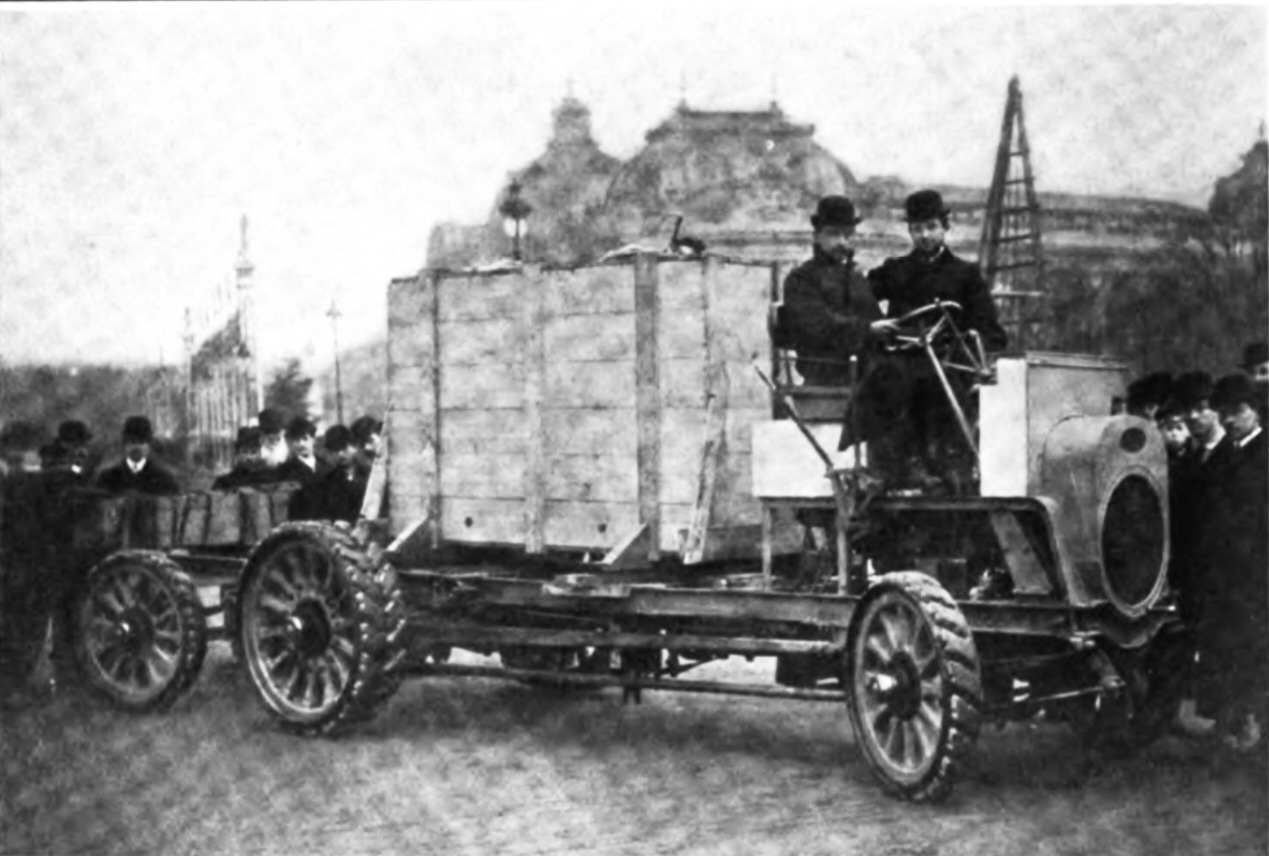
Camion à six roues par Eugène Brillié (1907).

Après ses études à l'École centrale des arts et manufactures de Paris, il commença sa carrière de 1887 à 1898 à la compagnie des chemins de fer de l'Ouest.
Il s’associa à Gustave Gobron pour créer la Société des Moteurs Gobron-Brillié et développer le type très particulier de moteur à explosion qu’il avait inventé, dans lequel chaque cylindre comporte deux pistons opposés. La marque Gobron-Brillié acquit une certaine notoriété, participa au fameux Paris-Madrid (interrompu à Bordeaux), et remporta des records de vitesse :
première voiture à dépasser 160 km/h.

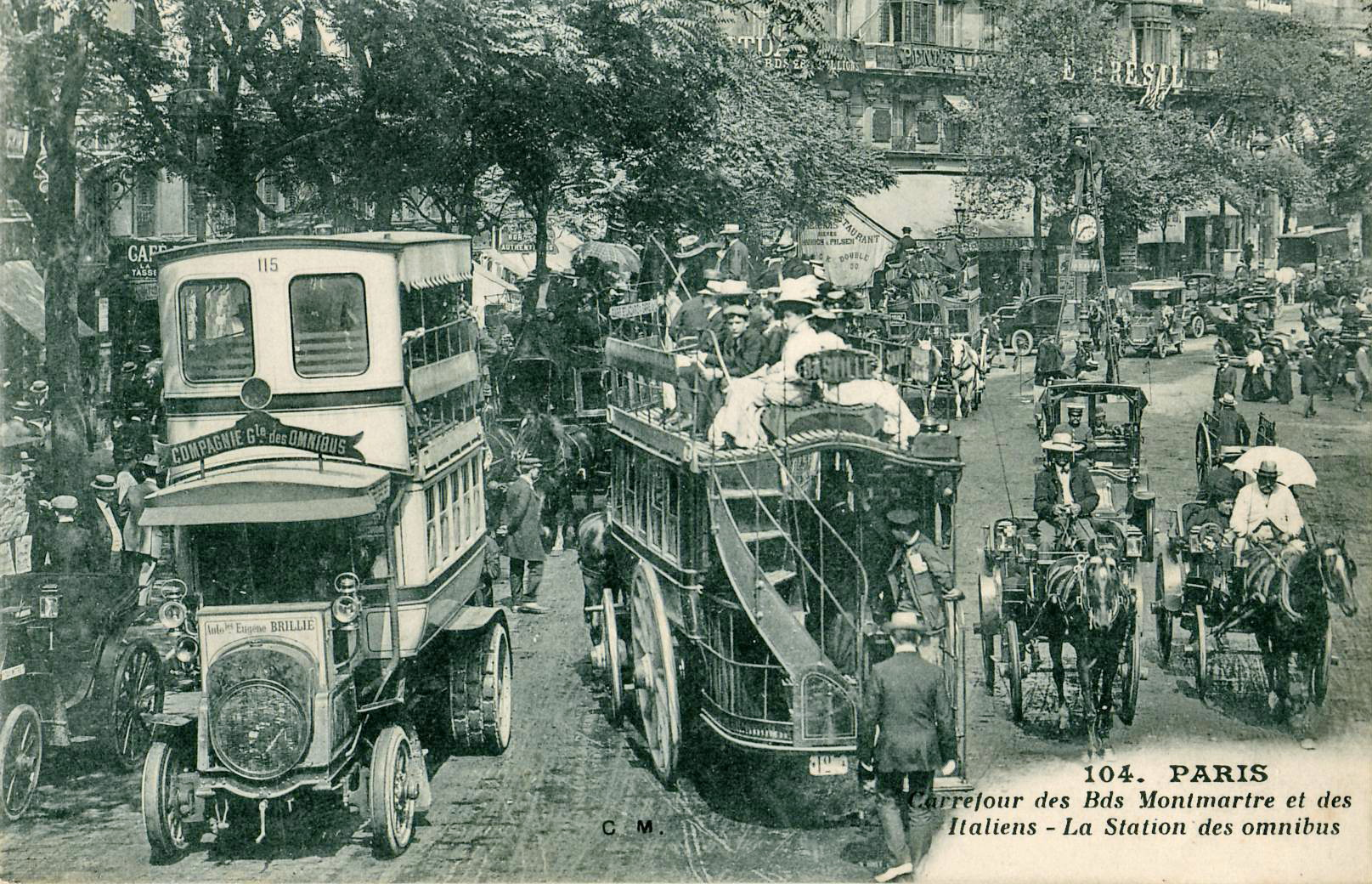
Autobus Brillié-Schneider de la Compagnie générale des omnibus, avant la Première Guerre mondiale.

En 1903, Eugène Brillié se sépara de Gobron. Il créa la société des automobiles Eugène Brillié qui faisait construire les modèles de sa conception par les ateliers du Havre de Schneider & Cie (anciens Ateliers d’artillerie des Forges et Chantiers de la Méditerranée, acheté par Schneider en 1897). Cette marque proposait alors des voitures de tourisme et des voitures utilitaires. Schneider prend progressivement possession de la Société Brillié. Schneider abandonne la fabrication des véhicules de tourisme mais développe les utilitaires. En 1906, la Société Brillié livre les premiers autobus parisiens à la compagnie générale des omnibus (CGO). Les installations du Havre ne sont pas adaptées et les fabrications sont réparties dans d’autres usines Chalon et Champagne-sur-Seine. En mars 1914 Schneider apporte son activité automobile à la « Société d’outillage mécanique et d’usinage d’artillerie » (Somua).
Pendant la Première Guerre mondiale, une rencontre entre le colonel Estienne et Brillié donna lieu à l'élaboration d'un projet de char d’assaut en décembre 1915. Au début de janvier 1916, Joffre autorisa la poursuite du projet et, le 31 janvier, demanda l'achat de 400 de ce que l'on appelait alors les " cuirassés terrestres", armés d'un canon de 75 mm. Ce sont les premiers chars français, les « Schneider CA1 ».